# Lori korunkový
Lori korunkový (Parvipsitta porphyrocephala) je druh malého ptáka z podčeledi Loriů, tribusu Loriini. Bývá popisován jako „nejatraktivněji zbarvený lori rodu Glossopsitta“. Tyto ptáky lze najít na otevřených pláních jižní Austrálie, avšak současně je to i druh vzácně chovaný v zajetí. Běžně se na lorie korunkové používá kroužek o velikosti 5,0 až 5,5 mm.

## Popis

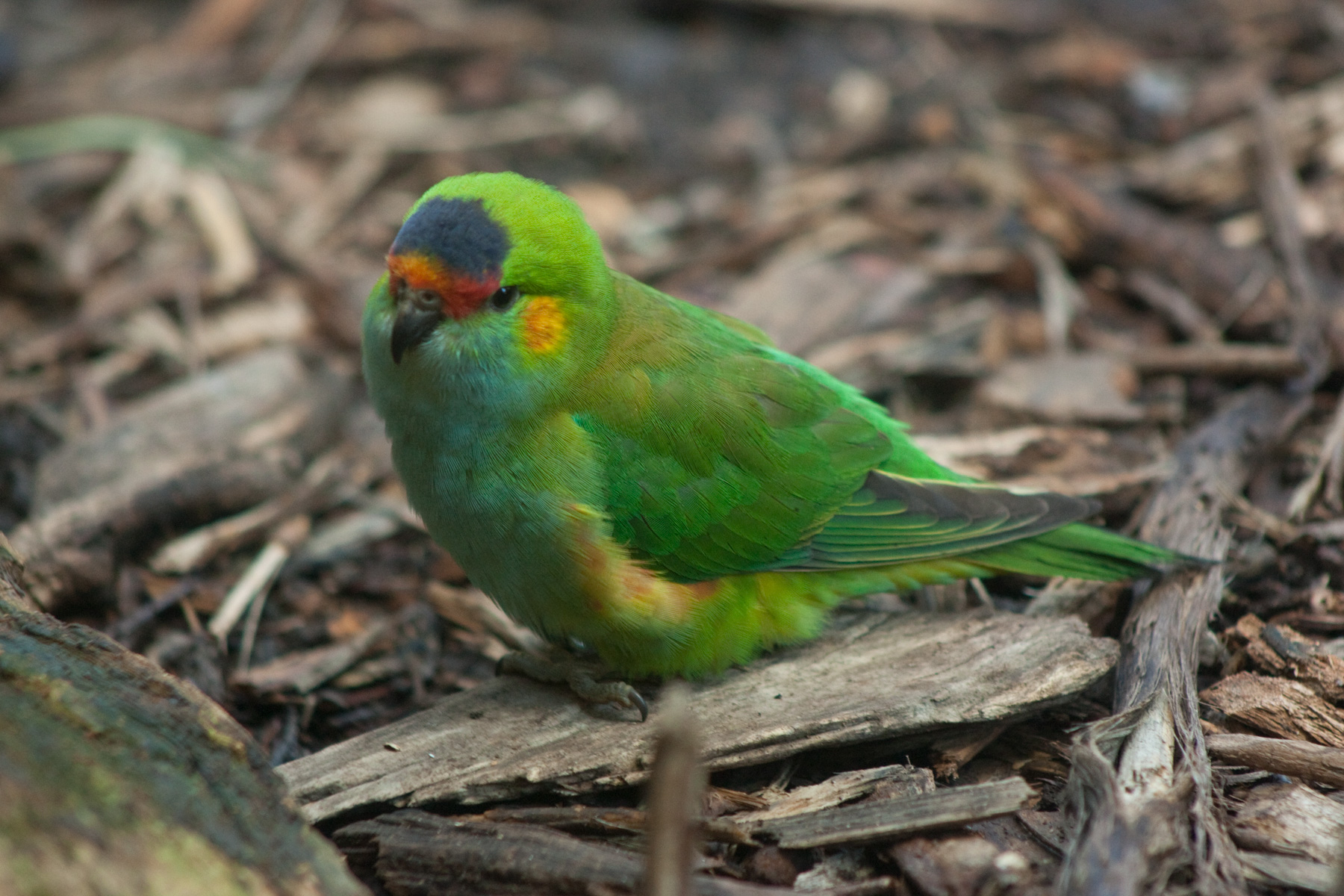
Divoce žijící jedinec

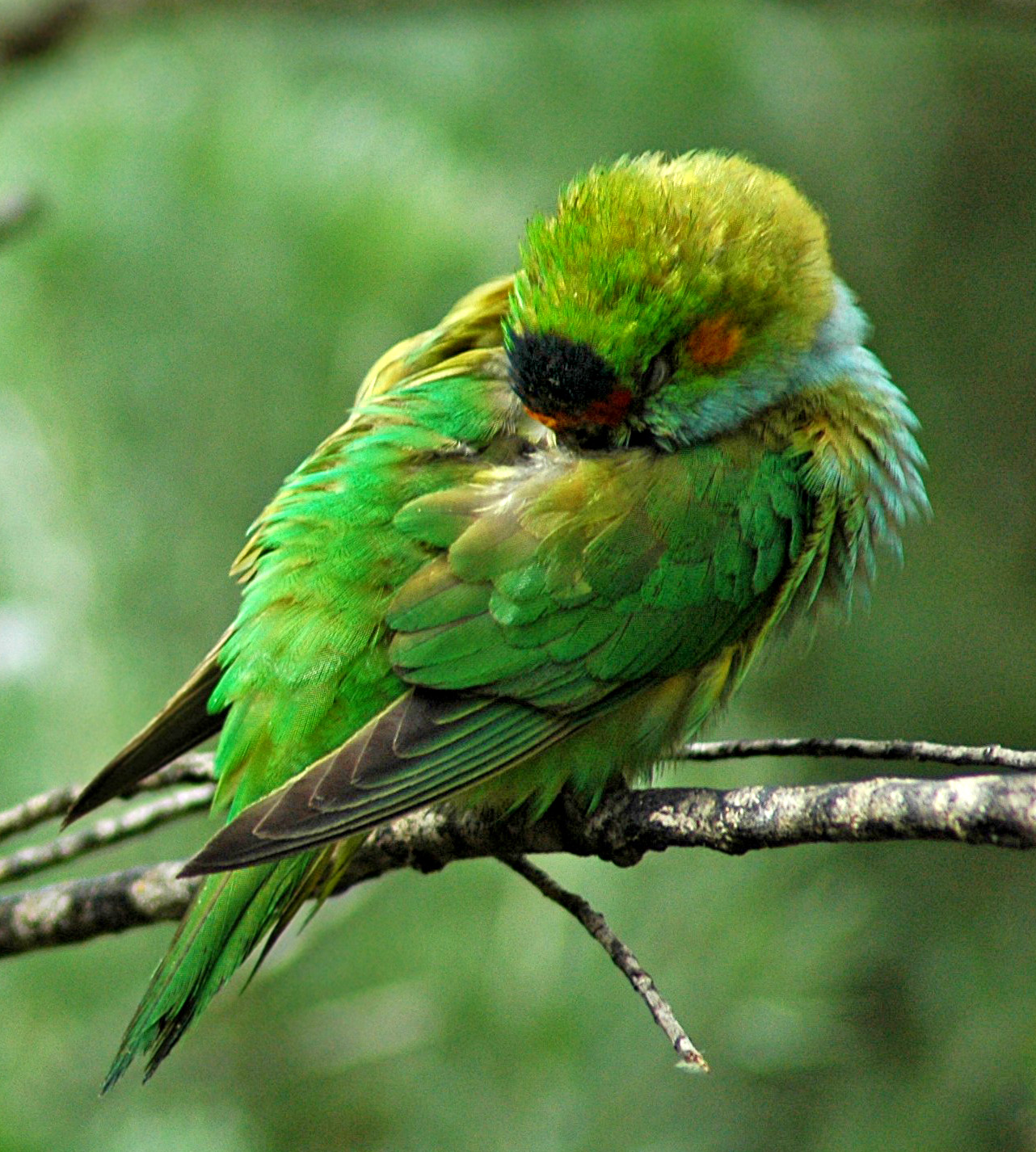
Jedinec z východní Austrálie

Lori korunkový je v dospělosti dlouhý okolo 15 cm, je to tedy poměrně malý druh. Hmotnost se pohybuje okolo 60 g. Samečci mají fialovou korunku (oblast na temeni hlavy), žlutooranžové čelo, žluté líce a zbytek těla světle zelený. Barva na hrudi může přecházet až do tyrkysové a obecně se odstíny zelené na těle střídají od velmi světlé až po tmavou. Ocasní peří může být oranžovo-červené a pokud pták letí, je možné vidět i velké rudé skvrny pod křídly. Zobák je velmi drobný, černý, duhovky hnědé, nohy šedé. Samičky jsou svým druhům poměrně podobné, avšak mají tmavší kostřec, jejich barvy jsou bledší a úplně chybí i rudé skvrny pod křídly. Mladí jedinci se od dospělých liší především tím, že nemají fialovou korunku.

## Výskyt
Lori korunkový se vyskytuje především v jihozápadní a jižní Austrálii, také na východ od Eyrova poloostrova. Najdeme je i na Klokaním ostrově, avšak nikoliv v Tasmánii. Lori korunkový je stěhovavý druh, který vyhledává suché a otevřené oblasti zejména s eukalyptusy.

## Ekologie
Loriové korunkoví se shromažďují do malých skupinek a můžeme je najít ve společnosti s lorii malými nebo lorii mošusovými. Jsou to aktivní, pohotoví a nesmělí ptáci, kteří pobývají převážně v korunách stromů vysoko nad zemí. Živí se nektarem z květů různých druhů eukalyptů a kajeputů. Oblíbenou rostlinou je i Myoporum insulare.
Každý jedinec je pohlavně dospělý již v půl roce života. Hnízdění probíhá od srpna do prosince a samička do hnízda klade dvě až čtyři matně bílá vejce o rozměrech 20×17 mm. Samotné hnízdo je rozměrově malé a většinou se nachází v dutině stromu. U loriů korunkových není výjimečné ani hnízdění v koloniích. Vejce jsou následně inkubována po dobu asi 17 dnů.

## Chov v zajetí
V zajetí se jedná o raritu, mimo Austrálii je téměř nemožné lorie korunkové potkat. Rozmach jejich chovu je navíc eliminován australskou vyhláškou, která odtud zakazuje vývoz fauny. Ke světovému prvoodchovu došlo právě v Austrálii a to roku 1936, mimo Austrálii se rozmnožit lorie korunkové povedlo ve 30. letech 20. století v USA a Anglii zároveň. V případě chovu v zajetí je možné držet lorie ve společnosti astrildů (například astrild pestrý) a neofém (například neoféma modrohlavá). V Česku zatím nelze najít žádného jedince, jak v zoologických zahradách, tak v soukromých chovech.

## Taxonomie a status
Lori korunkový byl poprvé popsán Lionelem Dietrichsenem v roce 1837. Druhový latinský název porphyrocephala se skládá ze dvou řeckých slov; porphuros, tedy fialová, a kephale, hlava. Druh netvoří žádné poddruhy.
Dle IUCN přísluší tomuto druhu status málo dotčený (LC). Populace loriů korunkových jsou stabilní a navíc se na nich ještě neprojevil dopad odchytávání volně žijících ptáků.